# Вегвізир

Зображення Вегвізиру згідно з Хульдським рукописом

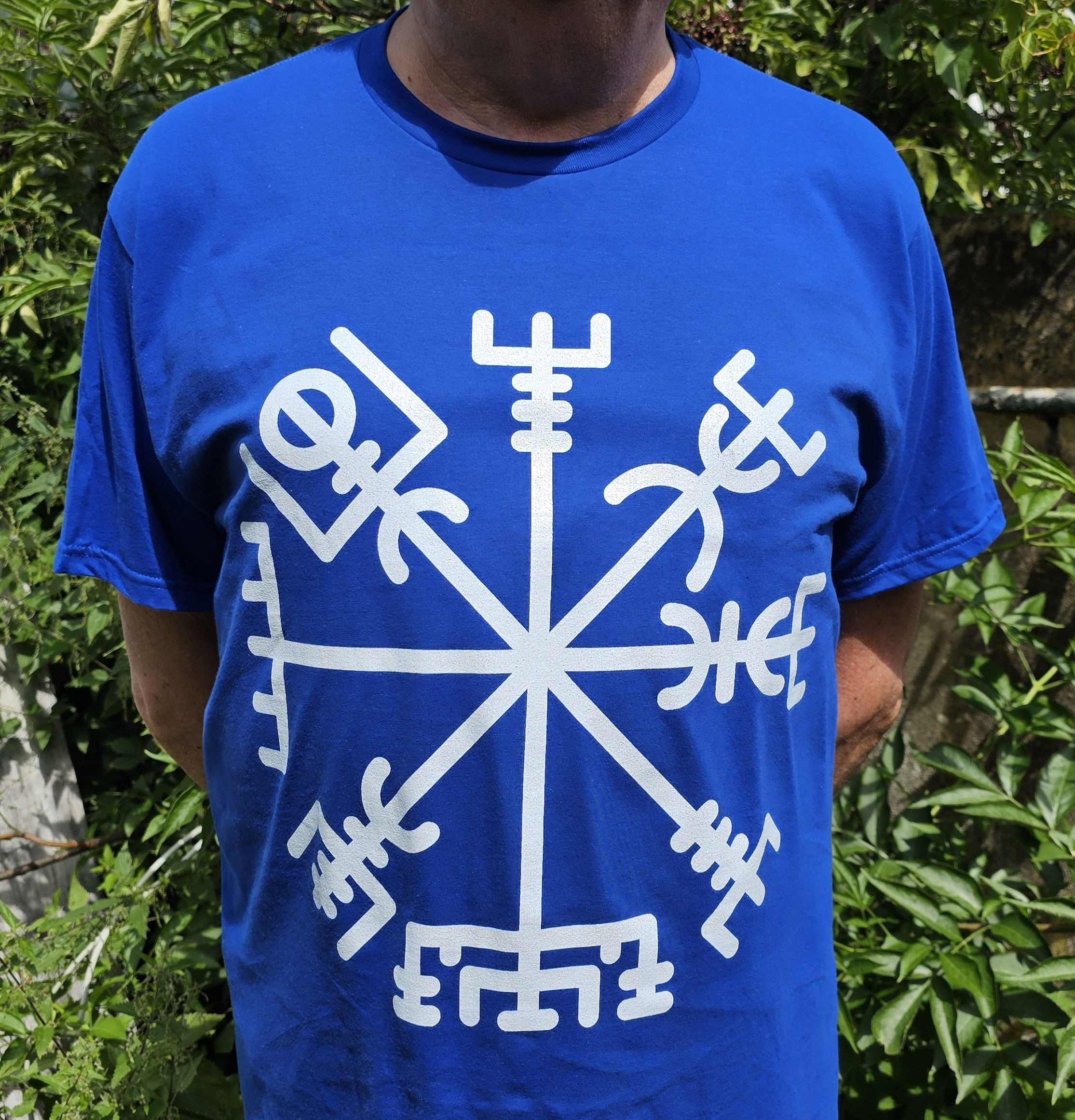
Вегвізир

Вегвізир, також відомий як рунічний компас (ісландською Vegvísir) — ісландський магічний знак. Вегвізир вперше згадується в Хульдському рукописі, створеному в 1860 році, автором якого є Гейр Вігфуссон.
На одному з аркушів рукопису зображено вегвізир, а також представлене значення знаку такою фразою: «Той, хто знак цей при собі носить, не заблукає ні в шторм, ні в негоду, навіть якщо шлях невідомий». Вегвізир означав у витоках пошук вірного шляху, руху вперед і волі виборі своїх дій.

Примітки
1. ↑  Flowers (1989:83).
2. ↑  Flowers (1989:88).